# Robert Engels

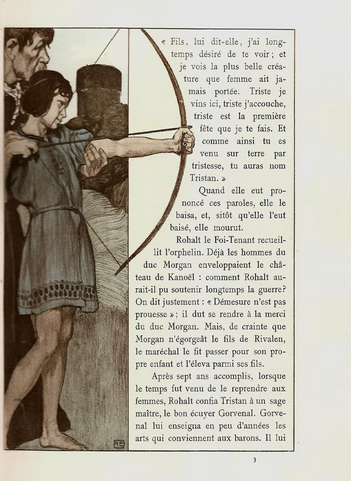
Arciere, dall'edizione di Joseph Bédier del Tristano e Isotta

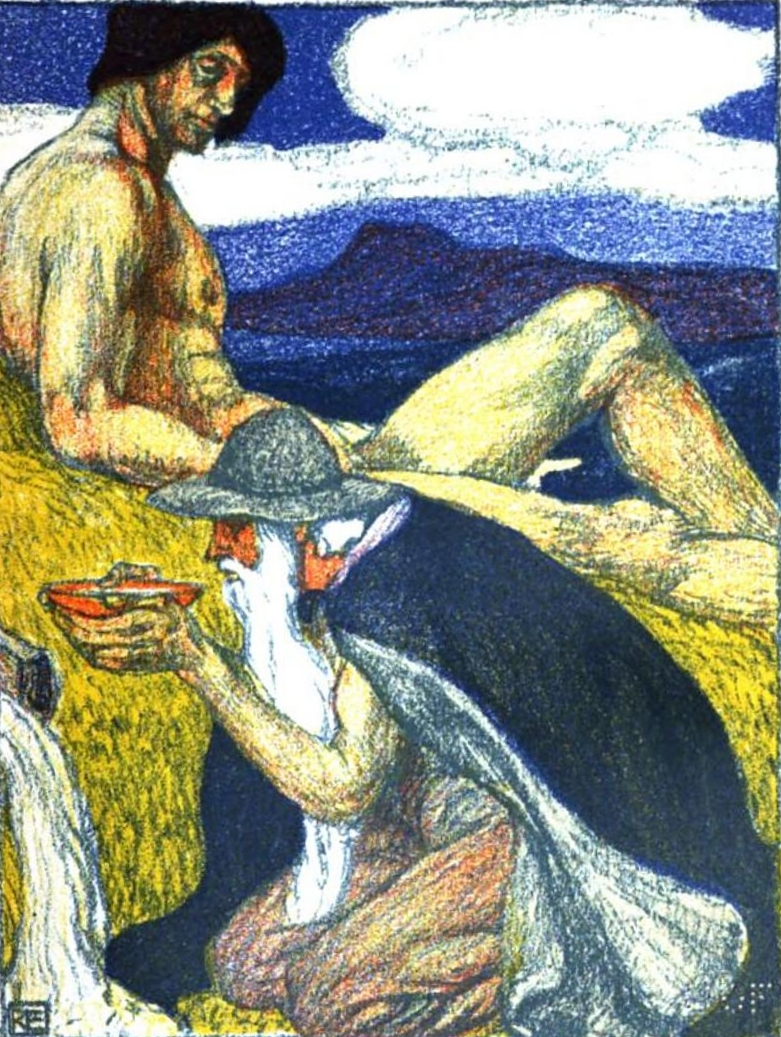
Robert Engels, Odino alla sorgente della Speranza

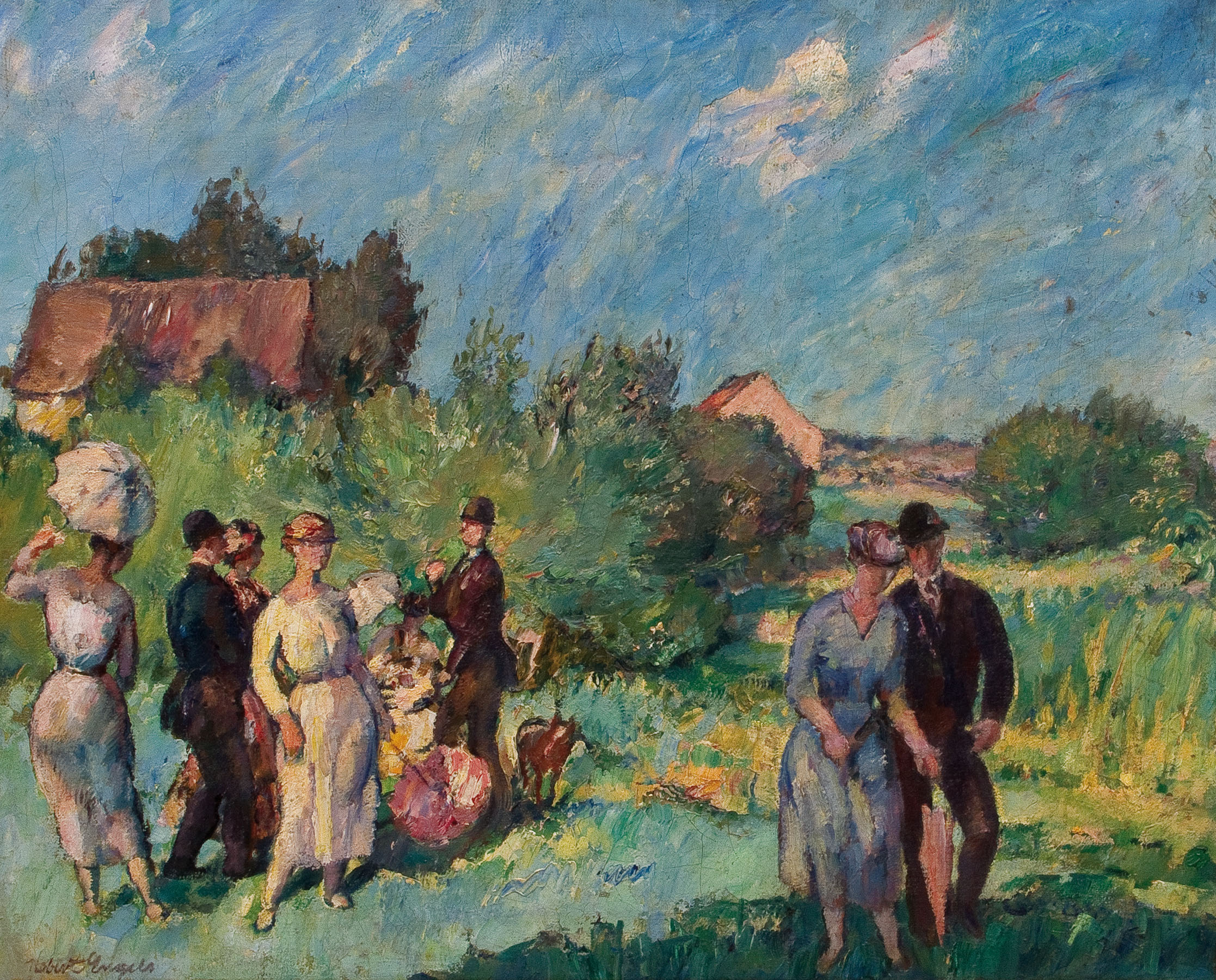
Robert Engels, Festa all'aperto

Robert Engels (Solingen, 9 marzo 1866 – Monaco di Baviera, 24 maggio 1926) è stato un pittore, incisore e illustratore tedesco.

## Biografia
Alla morte di suo padre nel 1885, Engels rinuncia a dirigerne l'azienda per entrare nell'Accademia di belle arti di Düsseldorf e poi nel 1890 parte per completare la formazione in Belgio, in Inghilterra e in Francia. Nel 1898 si stabilisce a Monaco di Baviera, dove viene assunto come grafico alla rivista Jugend. Alla fine del 1901 è fondatore, con Ernst Liebermann (1869-1960), di un'associazione destinata a difendere l'arte grafica e, in particolare, l'illustrazione libraria.
Nel 1910 è nominato professore alla Scuola di Arti applicate di Monaco di Baviera (Königliche Kunstgewerbeschule München) dove Richard Riemerschmid esercita su di lui una grande influenza. Nel 1912 aderisce al Deutscher Werkbund.
Avendo conservato i contatti con Parigi, si lega all'editore Henry Piazza che gli commissiona una litografia per L'Estampe moderne (aprile 1898) e una cinquantina di illustrazioni per la traduzione di Joseph Bédier del romanzo Tristano e Isotta, opera che ebbe positiva accoglienza dalla critica. Nel 1903 dà il suo contributo a una vasta storia illustrata degli Dèi germanici pubblicata a Lipsia offrendo composizioni a colori in stile espressionista.
Noto anche per le vetrate per la cattedrale di Breslavia, per elementi decorativi per privati ma anche per complessi industriali del bacino della Ruhr, opere d'arte commissionate da Alfried Krupp e per gli scenari del teatro donato a Monaco, dove rappresenta Le Théâtre merveilleux (Il Teatro meraviglioso) di Cervantes nel 1908, e del teatro di Lipsia.
Nel 1908 sposa la sua allieva Gustava Engels. Quest'ultima, dopo la morte del marito, nel 1934 ne dona gran parte dell'opera (110 dipinti e circa 1.300 disegni) alla città di Solingen che erediterà la parte rimanente nel 1955.

## Illustrazione di opere
- Il romanzo di Tristano e Isotta, Paris, Les éditions d'art Henri Piazza, 1900. Edizione tedesca: Leipzig, Hermann Seemann, [1901].
- Emil Reicke (dir.), Der Gelehrte in der deutschen Vergangenheit, vol. I, Lipsia, Eugen Diederichs, [1900-1901].
- Oskar Dähnhardt, Heimatklänge aus deutschen Gauen, 3 vol., Lipsia, B. G. Teubner, [1901-1902].
- Adolf Lange, Deutsche Götter- und Heldensagen,  Lipsia, B. G. Teubner, [1903].
- Karl Heinrich Keck, Deutsche Heldensagen, Lipsia, Berlino, B.G. Teubner, 1904-1913.
- Rudolf André et al., Münchener Künstler-Bilderbuch für Jung und Alt, Monaco di Baviera, Verlage der Jugendblätter C. Schnell, [1905].
- Barone di Münchhausen, Balladen, Berlin, F. A. Lattmann Verlag, [1906].
- Siegfried Beck, Rübezahl: ausgewählte Sagen und Schwänke, Mayence, [1907].
- Carl Thiemann, Alfred Krupp, Zum 100 jährigen Bestehen der Firma Krupp und der Gussstahlfabrik zu Essen-Ruhr, Iéna, Gustav Fischer, [1912].
- Lesebuch für die Münchener Volksschulen, München, Oldenbourg, [v. 1915].
- Rudolf Herzog, Germaniens Götter, Leipzig, Quelle & Meyer, [1919].
- Wilhelm Matthießen, Der Himmelküster. Ein Märchen, Munich, Oldenbourg, A. von Hans von Weber, [1920].
- Wilhelm Hauff, Liechtenstein. Romantische Sage aus Württembergs Geschichte, Stuttgart, Thienemann, [1925].
- Carl Köhler, Volkslieder von der Mosel und Saar: mit Bildern und Weisen, Frankfurt a. M, M. Diesterweg Verlag, [1926].